# PUCP-Sat 1
PUCP-Sat 1 è stato il primo satellite peruviano. È stato lanciato insieme ad un satellite più piccolo, denominato  Pocket-PUCP.
PUCP-Sat 1, satellite del tipo CubeSat pesante 1.270 grammi, è stato lanciato il 21 novembre 2013 dal cosmodromo di Dombarovskij con un razzo vettore Dnepr all'interno del satellite italiano Unisat 5, che lo ha successivamente rilasciato in orbita bassa insieme ad altri microsatelliti di varie nazionalità.
Il satellite è stato realizzato dall'Istituto di radioastronomia della Pontificia Università Cattolica del Perù con scopi di ricerca scientifica, con la missione di scattare foto della Terra e raccogliere informazioni sul comportamento del satellite nello spazio, in modo da facilitare la futura progettazione di altri satelliti. Aveva a bordo un sistema di acquisizione di immagini, sensori per la rilevazione della temperatura e un sistema di trasmissione dei dati. Inoltre conteneva al suo interno un satellite più piccolo, chiamato Pocket-PUCP, che è stato rilasciato nello spazio direttamente da PUCP-Sat 1. Pocket-PUCP, pesante solo 127 grammi, era dotato di sensori per la temperatura e di un sistema di trasmissione dei dati a bassa potenza, in grado di essere rilevato dai radioamatori di tutto il mondo.